# Moonlight Shadow (romanzo)
Moonlight Shadow è il primo romanzo breve della scrittrice giapponese Banana Yoshimoto, scritto come tesi di laurea nel 1987. 
Il racconto è incluso nelle edizioni del romanzo Kitchen, in realtà composto da tre romanzi brevi, Kitchen, Plenilunio e appunto Moonlight Shadow.
L'autrice racconta la tragica e dolorosa esperienza della morte e della forza con la quale, qualche volta, passato e presente tornano a vivere insieme per un istante.

## Trama
Satsuki e Hitoshi sono fidanzati da quattro anni, durante il periodo del liceo. I due però vengono tragicamente divisi dalla prematura morte di Hitoshi in un incidente stradale. Satsuki, dunque, per cercare di resistere allo shock, comincia a fare jogging, sperando così di riuscire a distrarsi e di ricominciare a vivere. Ogni giorno la ragazza corre da casa fino a un ponte sul fiume: quando Hitoshi era ancora vivo, era quello il luogo in cui si incontravano, dal momento che vivevano sulle rive opposte. Il dolore che attanaglia Satsuki è troppo forte: davanti a sé non vede altro che buio e sia la notte che il giorno rappresentano per lei un incubo.
Un giorno, all'alba, mentre si sta riposando dopo la corsa, le si avvicina una ragazza: Satsuki è subito colpita dalla particolarità del suo sguardo e dalla strana unione di inquietudine e tranquillità che si legge nei suoi occhi. Urara si presenta e le dice che, a breve, succederà qualcosa di straordinario proprio nel punto in cui si trovano loro. Satsuki, nonostante sia stupita dalle parole della ragazza, sente che si sta avvicinando un cambiamento. Le due ragazze si separano, dandosi però un appuntamento per il giorno successivo: tra di loro nasce un'istintiva amicizia. Pochi giorni dopo il loro primo incontro, Urara invita Satsuki ad andare, appena prima dell'alba del giorno seguente, sul ponte. Le spiega che ogni cento anni, grazie al fenomeno Tanabata è possibile vedere, presso i grandi fiumi, l'immagine di una persona cara che è morta. Questo, però, avviene solo se c'è corrispondenza tra i pensieri di chi è morto e il dolore di chi lo ha perduto. Le due ragazze, così, si incontrano. Sul ponte, sotto la luce della luna, Satsuki guarda il fiume: sente solo il rumore dell'acqua e la bellezza del cielo. Improvvisamente, vede di fronte a lei, dall'altra parte del fiume, Hitoshi. Con gli occhi pieni di lacrime, Satsuki vorrebbe abbracciarlo e raggiungerlo, ma Hitoshi la guarda preoccupato. L'alba si avvicina sempre più: Hitoshi si volta e la sua immagine diventa sempre più fioca. Satsuki vede che lui la sta salutando agitando la mano molte, molte volte. Appena la luce dell'alba diventa più forte, tutto torna come prima: Urara è di fianco a lei, con le lacrime agli occhi. Entrambe hanno visto. Dopo questa visione, Satsuki sente che una nuova forza è nata dentro di lei: pur continuando ad amare e a soffrire per la perdita di Hitoshi, capisce che il tempo va avanti, come il fiume, e che lei deve vivere come trasportata dall'acqua che scorre.
La figura di Satsuki è ambivalente: da una parte, la ragazza rimane molto legata al suo passato, rivivendolo nella mente infinite volte; dall'altra, sente il bisogno di staccarsene, dal momento che solo così potrebbe ricominciare a vivere.
Solo l'esperienza così forte del fenomeno Tanabata provoca in lei una reale spinta verso il cambiamento: Satsuki comincia a reagire al dolore e a capire che è necessario riconoscere il confine tra passato e futuro, rappresentato dal fiume e dal ponte che avevano unito lei e Hitoshi nei giorni del loro amore.

## Riconoscimenti
- 1987 - Premio Kaien per scrittori esordienti[1]
- 1988 - Premio Izumi Kyoka[1]
- 1988 - Premio del Ministro della pubblica istruzione per scrittori esordienti per Kitchen e Utakata/Sankuchuari[1]

## Edizioni
- Banana Yoshimoto, Kitchen (comprende il racconto Moonlight Shadow), traduzione di Giorgio Amitrano, Universale economica, Feltrinelli, 1993,  p. 148, ISBN 88-07-81243-6.